# Parki narodowe w Gruzji
Parki narodowe w Gruzji – obszary prawnie chronione na terenie Gruzji, wyróżniające się szczególnymi wartościami przyrodniczymi o znaczeniu krajowym i międzynarodowym, w celu zachowania bioróżnorodności.
W Gruzji znajduje się 12 parków narodowych (stan na lipiec 2020 roku).

## Historia
Pierwsze parki narodowe utworzono w Gruzji w latach 70. XX w., nie spełniały one jednak standardów międzynarodowych.
W 1995 roku powstał pierwszy park narodowy – Bordżomsko-Charagaulski Park Narodowy – spełniający standardy międzynarodowe. Od tego czasu utworzono 11 kolejnych parków – obecnie (stan na lipiec 2020 roku) Gruzja ma 12 parków narodowych.
Parki narodowe tworzone są w celu zachowania różnorodności biologicznej i obejmują ochroną stosunkowo duże, naturalne ekosystemów wyróżniające się szczególnymi wartościami przyrodniczymi o znaczeniu krajowym i międzynarodowym.

## Parki narodowe
Poniższa tabela przedstawia gruzińskie parki narodowe:
Nazwa parku narodowego – nazwa polska i transkrybowana w języku polskim nazwa gruzińska
Rok utworzenia – rok utworzenia parku
Powierzchnia – powierzchnia parku w km²
Położenie – region
Uwagi – informacje na temat statusu rezerwatu biosfery UNESCO, posiadanych certyfikatów, przyznanych nagród i wyróżnień międzynarodowych itp.
| Lp. | Zdjęcie | Nazwa parku narodowego                                                   | Rok utworzenia | Powierzchnia (km²) | Położenie               | Uwagi |
| --- | ------- | ------------------------------------------------------------------------ | -------------- | ------------------ | ----------------------- | --- |
| 1.  |         | Bordżomsko-Charagaulski Park Narodowy Bordżom-Charagaulis Erownuli Parki | 1995           | 1049,33            | Samcche-Dżawachetia     | |
| 2.  |         | Kolchidzki Park Narodowy Kolchetis Erownuli Parki                        | 1998           | 807,99             | Megrelia-Górna Swanetia | Mokradła środkowej Kolchetii wpisane na listę konwencji ramsarskiej; Wpisany w 2007 roku na gruzińską listę informacyjną UNESCO – listę obiektów, które Gruzja zamierza rozpatrzyć do zgłoszenia do wpisu na listę światowego dziedzictwa |
| 3.  |         | Tuszecki Park Narodowy Tuszetis Erownuli Parki                           | 2003           | 1276,43            | Kachetia                | |
| 4.  |         | Park Narodowy Waszlowani Waszlowanis Erownuli Parki                      | 2003           | 352,92             | Kachetia                | |
| 5.  |         | Park Narodowy Mtirala Mtiralas Erownuli Parki                            | 2007           | 157                | Adżaria                 | |
| 6.  |         | Tbiliski Park Narodowy Tbilisis Erownuli Parki                           | 1973 2007      | 210,36             | Dolna Kartlia           | |
| 7.  |         | Park Narodowy Algeti Algetis Erownuli Parki                              | 1965 2007      | 157,63             | Dolna Kartlia           | |
| 8.  |         | Park Narodowy Kazbegi Kazbegis Erownuli Parki                            | 1976 2007      | 785,43             | Mccheta-Mtianetia       | |
| 9.  |         | Dżawachecki Park Narodowy Dżawachetis Erownuli Parki                     | 2011           | 238,53             | Samcche-Dżawachetia     | |
| 10. |         | Park Narodowy Machakhela Machakhelas Erownuli Parki                      | 2012           | 130,7              | Adżaria                 | |
| 11. |         | Park Narodowy Pszaw-Chewsureti Pszaw-Chewsuretis Erownuli Parki          | 2014           | 1400,44            | Mccheta-Mtianetia       | |
| 12. |         | Park Narodowy Kintriszi Kintriszis Erownuli Parki                        | 2007           | 186,84             | Adżaria                 | |